# Gonomyia (Leiponeura) recurvata
Gonomyia (Leiponeura) recurvata is een tweevleugelige uit de familie steltmuggen (Limoniidae). De soort komt voor in het Neotropisch gebied.